# 小行星5961
小行星5961（英語：5961）是一颗围绕太阳公转的小行星。1989年12月30日，罗伯特·H·麦克诺特在赛丁泉山发现了此天体。
这颗小行星的绝对星等为202.6788697147072等。